# Chinese Radio & TV
Chinese Radio & TV of CRTV is een Chinees-Nederlandse omroep in Amsterdam. De oude naam van de omroep is Chinese Radio Amsterdam (CRA). De omroep is in 1996 opgericht door onder andere Hong Tong Wu, met als doel het informeren van de oudere Chinezen in Nederland. Aanvankelijk werd gestart met radio-uitzendingen; later kreeg CRTV ook zendtijd op lokale televisiezenders. Tevens geeft CRTV een magazine uit.
Uitzendingen vinden plaats in het Kantonees, Mandarijns, Engels en Nederlands.